# Litiasi vesical
La litiasi vesical és la presència de càlculs en la bufeta urinària, procedents del ronyó o autòctons (produïts, en aquest cas, a conseqüència d'una retenció d'orina o d'una cistitis). Per regla general, la gènesi dels càlculs comença amb la formació de cristalls en l'orina que s'adhereixen a l'uroteli de la bufeta, creant així un punt de partida clau pel posterior creixement de les concrecions de sals minerals. Proteus spp. és el microorganisme que es troba amb major freqüència en els cultius d'orina dels malalts que tenen aquest tipus de litiasi. Els pròteus i algunes soques de Pseudomonas i Escherichia coli produeixen ureasa, la qual hidrolitza la
urea. Això origina amoníac i diòxid de carboni, elevant el pH i afavorint la sobresaturació urinària i la precipitació química de cristalls de fosfat de magnesi i amoni. Rares vegades, els càlculs són múltiples i asimptomàtics. Inusualment, el seu origen és un cos estrany intravesical, una intervenció quirúrgica per tractar la incontinència urinària d'esforç femenina, les sutures no reabsorbibles romanents d'una antiga operació intrapèlvica poc acurada, la cistinúria (una malaltia autosòmica recessiva que propicia l'existència de càlculs urinaris de cistina), un tricobetzoar en casos de sondatge vesical repetitiu, el desplaçament i l'entrada en la bufeta d'un dispositiu intrauterí o l'ús negligent durant molt de temps d'un catèter de Foley. Aquest tipus de litiasi és una afecció poc comuna durant l'embaràs, però de vegades pot ocasionar distòcia o altres complicacions del part, En certs casos, provoca una disfunció sexual o una fístula vesico-intestinal retardada. És un fet molt inhabitual que apareguin en la unió vesicoureteral durant la infantesa.
L'esquistosomosi, l'hiperparatiroïdisme primari, les lesions medul·lars, certs càncers de l'uroteli, el consum quotidià d'aigua dura, la cistinùria, les infeccions urinàries recurrents, les hèrnies vesicals, la hiperuricèmia adquirida, l'aldosteronisme primari (una malaltia metabòlica causada per la secreció massa abundant d'aldosterona, l'extròfia de la bufeta urinària i altres malformacions congènites infreqüents o la hiperplàsia benigna prostàtica afavoreixen la formació de càlculs vesicals.
Es consideren gegants els càlculs que superen els 100 grams de pes. En casos excepcionals poden cursar amb símptomes d'escassa importància, causar un prolapse rectal, una insuficiència renal aguda, una disúria femenina recurrent o la ruptura espontània de la bufeta urinària.
S'han trobat càlculs vesicals en restes humanes del període mesolític i en mòmies de l'antic Egipte. Els signes i símptomes de la litiasi vesical van ser descrits en el Corpus Hippocraticum i el jurament hipocràtic fa referència expressa a la litotomia, una intervenció que la medicina de l'època considerava inviable a causa dels seus mals resultats. Aulus Corneli Cels, al llibre VII de De Medicina (ca. 50 dC), escrigué sobre la malaltia i el mètode per tractar-la en persones joves. El metge andalusí Abulcasis practicava cistolitotomies a través d'una incisió perineal, emprant un escalpel específic dissenyat per ell mateix, un procediment similar al descrit pel cirurgià hindú Sushruta (ca. 500 aC.) al tractat aiurvèdic Suśruta Saṃhitā molts segles abans. Julián Gutiérrez de Toledo, metge de la Cort dels Reis Catòlics, va escriure l'obra Cura de la piedra y dolor de la yjada y cólico renal, un compendi dels coneixements de l'època sobre l'aparell urinari que detalla les causes del bon i mal pronòstic de la litiasi segons la teoria dels humors. Andrés Laguna recomanà fer irrigacions uretrals amb d'oli d'escorpí (Scorpio europaeus, L.) per combatre la malaltia. El cirurgià reial Francisco Díaz de Alcalá (1527-1590) publicà el Tratado de las enfermedades de los riñones, vejiga y carnosidades de la verga y orina (1588), en el qual es relaciona per primera vegada l'origen del mal de piedra amb els minerals. L'any 1757, Benjamin Franklin va dissenyar un catèter flexible fet amb fil d'argent per alleujar la retenció urinària que ell mateix patia a causa de la cistolitiasi.
La litiasi vesical es tracta segons la seva etiologia i les característiques dels càlculs. Tot i que la cirurgia oberta encara es fa servir per extreure càlculs inusitadament nombrosos o d'enormes dimensions i en pacients amb una hiperplàsia benigna de pròstata important no resecable, avui día la majoria de les litiasis vesicals poden ser tractades amb cirurgia percutània extractiva controlada endoscòpicament o litotrícia extracorpòria per ones de xoc. L'ús d'un làser d'homi redueix significativament tant el temps de durada de la intervenció com la incidència de complicacions postoperatòries. En nens, la cistolitotomia mínimament invasiva amb assistència robòtica és una opció quirúrgica que permet evitar el risc de lesions uretrals i aconseguir una sutura intracorpòrea vesical molt acurada.